# 9554 Dumont
9554 Dumont este un asteroid din centura principală, descoperit pe 13 decembrie 1985, de Robert Chemin.